# Emmanuel Dasor
Emmanuel Dasor (* 14. September 1995 in Accra, Ghana) ist ein ghanaischer Sprinter, der sich auf die 200-Meter- und 400-Meter-Läufe spezialisiert hat.
Mit der 4 × 100-m-Staffel gewann er bei den Afrikameisterschaften 2014 die Silber- und bei den Afrikaspielen 2015 die Bronzemedaille. Er vertrat sein Land bei den Hallenweltmeisterschaften 2016, ohne aus der ersten Runde aufzusteigen. Zudem nahm er bei den Olympischen Sommerspielen 2016 in Rio de Janeiro im 200-Meter-Lauf teil.